# A View from the Top of the World
| Оценки критиков | Оценки критиков |
| Источник        | Оценка          |
| --------------- | --------------- |
| Metal Hammer    | [ 3 ]           |
| Blabbermouth    | [ 4 ]           |
| Ultimate Guitar | [ 5 ]           |

A View from the Top of the World (с англ. — «Вид с Вершины Мира») — пятнадцатый студийный альбом американской прогрессив-метал-группы Dream Theater, вышедший 22 октября 2021 года на лейбле Inside Out Music. Это первый релиз, записанный на их собственной студии DTHQ (Dream Theater Headquarters), первый альбом со времён Black Clouds & Silver Linings (2009), содержащий менее девяти треков и первый альбом со времен Dream Theater (2013), который содержит трек продолжительностью более двадцати минут, а именно 20 минут и 24 секунды. Является последним альбомом, участие в записи которого принимал Майк Манджини.

## Предыстория и создание
Группа начала работу над A View from the Top of the World примерно через год после выпуска своего последнего на тот момент альбома Distance over Time (2019). В апреле 2020 года сайт Metal Addicts сообщили, что Dream Theater (которые недавно перенесли и в конечном итоге отменили свои гастрольные планы из-за пандемии COVID-19) планировали работать над новым альбомом в 2021 году. О направлении альбома гитарист Джон Петруччи заявил в интервью Ultimate Guitar в августе 2020 года: «Восьмиструнный проект с Ernie Ball Music Man — это то, над чем мы работаем и надеемся развивать в этом году. Я надеюсь, что на следующем альбоме Dream Theater я смогу опробовать это». Позже Петруччи подтвердил в интервью Revolver в октябре 2020 года, что в течение следующих нескольких недель группа направится в DTHQ (недавно построенную студию группы), чтобы приступить к работе над новым альбомом.
Четверо из пяти участников создавали материал вместе в студии, в то время как фронтмен Джеймс Лабри вместо этого удалённо участвовал в собраниях Zoom из Канады, чтобы минимизировать риск подхватить болезнь и навредить своему голосу. Отвечая на вопрос в интервью о прогрессе над записью, Петруччи сказал, что творческая сессия была «отличным началом». Эти сессии длились следующие четыре месяца до марта, после чего Лабри, наконец, вылетел из Канады, чтобы встретиться с группой в Нью-Йорке для записи вокала. Эта сессия записи также ознаменовала первое сотрудничество Dream Theater с Энди Снипом, который занимался мастерингом и сведением альбома, работая с Петруччи над его вторым сольным альбомом Terminal Velocity (2020).
Dream Theater анонсировали альбом 26 июля 2021 года, раскрывая инициалы названия каждой из семи песен и время их длительности. Двумя днями позже было объявлено название альбома A View from the Top of the World, который планируется выпустить 22 октября 2021 года. Первый сингл с альбома, «The Alien», был выпущен 13 августа 2021 года.

## Список композиций
| №                   | Название                           | Текст песни         | Длительность |
| ------------------- | ---------------------------------- | ------------------- | ------------ |
| 1.                  | «The Alien»                        | Джеймс Лабри        | 9:32         |
| 2.                  | «Answering the Call»               | Лабри               | 7:35         |
| 3.                  | «Invisible Monster»                | Джон Петруччи       | 6:31         |
| 4.                  | «Sleeping Giant»                   | Петруччи            | 10:05        |
| 5.                  | «Transcending Time»                | Петруччи            | 6:25         |
| 6.                  | «Awaken the Master»                | Джон Маянг          | 9:47         |
| 7.                  | «A View from the Top of the World» | Петруччи            | 20:24        |
| Общая длительность: | Общая длительность:                | Общая длительность: | 70:19        |

## Участники записи
Dream Theater
- Джеймс Лабри — вокал
- Джон Петруччи — гитара, бэк-вокал, продюсирование
- Джордан Рудесс — клавишные
- Джон Маянг — бас-гитара
- Майк Манджини — ударные

Производство
- Джеймс «Джимми Т» Меслин — запись
- Энди Снип — сведение, мастеринг
- Хью Сайм — художественное оформление